# Holacanthus isabelita
Holacanthus isabelita är en fiskart som först beskrevs av Jordan och Rutter, 1898.  Holacanthus isabelita ingår i släktet Holacanthus och familjen Pomacanthidae. Inga underarter finns listade i Catalogue of Life.